# Daryl Janmaat
Daryl Janmaat (* 22. Juli 1989 in Leidschendam, heute zu Leidschendam-Voorburg, Südholland) ist ein niederländischer ehemaliger Fußballspieler, der vorrangig als rechter Verteidiger eingesetzt wurde.

## Karriere
Janmaats Profilaufbahn begann bei ADO Den Haag, nach einem Jahr  in der Eerste Divisie wechselte er 2008 zum SC Heerenveen. Zur Saison 2012/13 ging er zu Feyenoord nach Rotterdam. Nach der WM-Teilnahme 2014 holte ihn Newcastle United in die Premier League. Bei den Magpies unterschrieb er einen Sechs-Jahres-Vertrag. Im August 2016 wechselte Janmaat für 8,9 Mio. Euro zum FC Watford. Dort unterschrieb er einen Sechs-Jahres-Vertrag. Am 29. Februar gab Janmaat seinen Wechsel zu seinem ersten Profiklub ADO Den Haag bekannt. 2022 beendet der 1,85 m große Verteidiger seine Karriere, nachdem er nach einer langen Knieverletzung nicht mehr viel Spielzeit bekam. Er bleibt dem Klub aber als Technischer Direktor erhalten.
Bondscoach Louis van Gaal berief Janmaat nach der EM 2012 in den Kader der Nationalmannschaft. Er debütierte am 7. September 2012 im WM-Qualifikationsspiel gegen die Türkei.